# تجزع

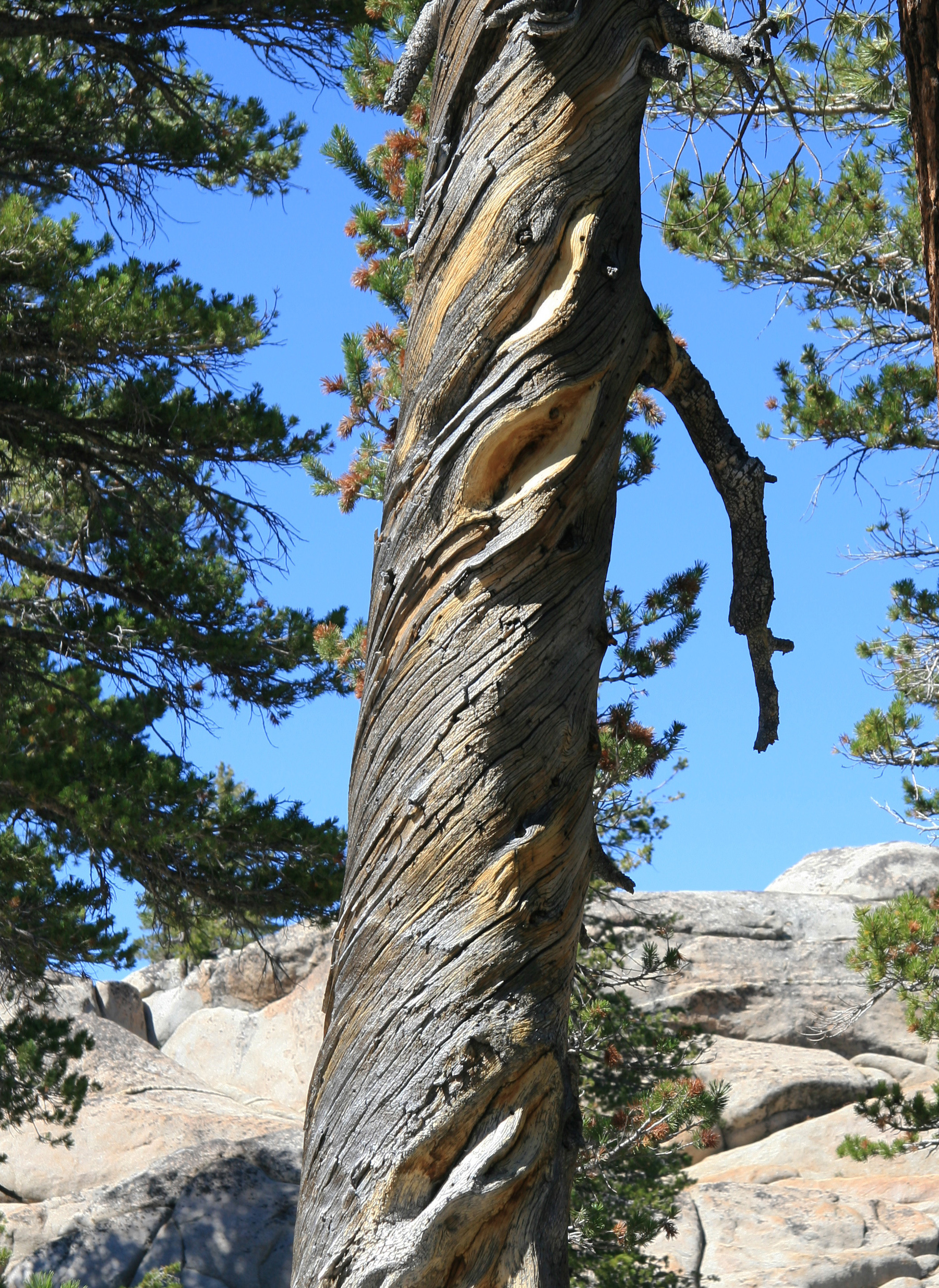
يظهر الجذع المتجوي لشجرة صنوبر تجزعًا لولبيًا

التجزُّع أو تجزع الخشب هي الترتيب الطولي لألياف الخشب أو النمط الناتج عن مثل هذا الترتيب.

## التعريف والمعاني
كتب R. Bruce Hoadley أن التجزع مصطلح متعدد الاستخدامات مربك ذو العديد من الاستخدامات المختلفة، فمنه يدل على اتجاه الخلايا الخشبية (مثل: التجزع المستقيم أو اللولبي)، وغيره لعلى مظهر السطح أو الشكل، أو وضع حلقة النمو (مثل: التجزع العمودي)، أو مستوى القطع (مثل: نهاية التجزع )، أو معدل النمو (مثل: التجزع الضيق )، أو حجم الخلية النسبي (مثل: التجزع المفتوح).

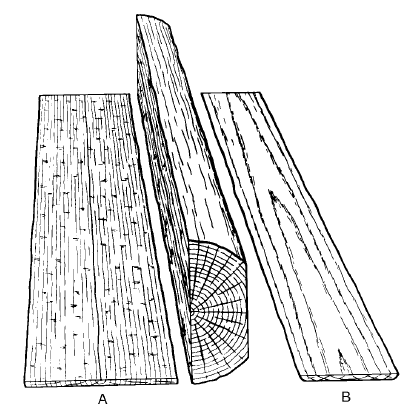

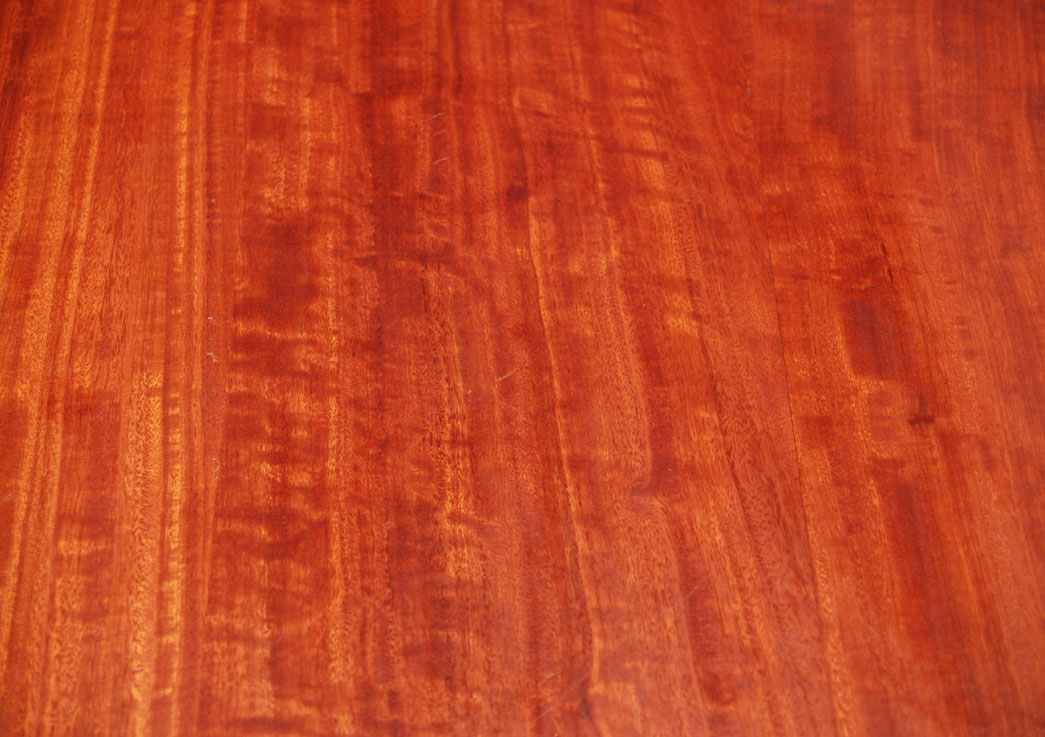